# Mikeš (kniha)

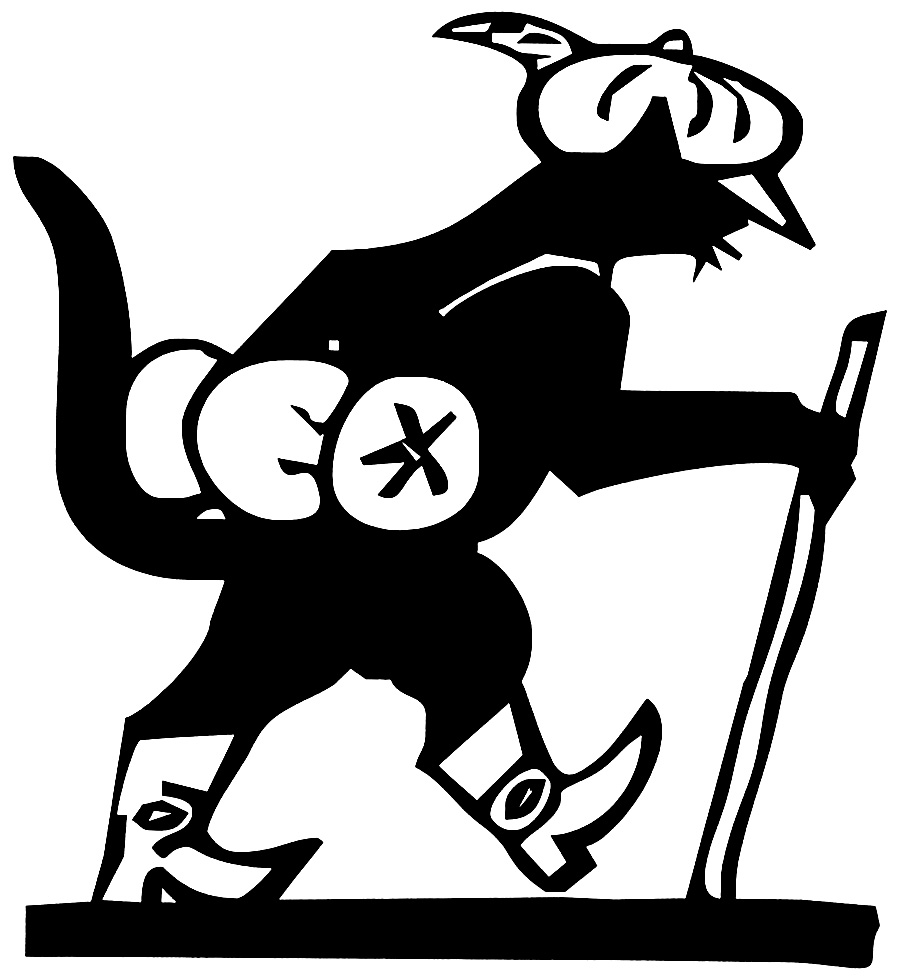

Mikeš je dvoudílná dětská kniha od Josefa Lady. Pojednává o chlapci Pepíkovi, mluvícím kocouru Mikešovi a jeho přátelích. Velká část děje se odehrává v autorových rodných Hrusicích.

## Vydání
Časopisecké vydání příhod kocourka Mikeše začalo vycházet v ročníku 1931/1932 časopisu Československého červeného kříže Radost, celkem v pěti ročnících. Vyprávění neslo název O kocourkovi, který mluvil.
První knižní vydání vycházelo od roku 1934 postupně v pražském nakladatelství Společnost Československého Červného kříže:
- O Mikešovi – příběhy kocourka, který mluvil (1934)
- Do světa. O kocourkovi Mikešovi kniha druhá (1935)
- Cirkus Mikeš a Kludský. Třetí kniha o kocourkovi, který mluvil (1936)
- Zlatý domov. Čtvrtá kniha o kocourkovi, který mluvil (1936)

Poválečná vydání vycházela  od roku 1954 pod názvem Mikeš ve Státním nakladatelství dětské knihy (od roku 1969 Albatros). Databáze Národní knihovny ČR zaznamenala k roku 2024 celkem 17 vydání, z nich vydání z roku 1960 bylo rozděleno na samostatně vydaný první a druhý díl.
Mikeš vyšel i ve francouzštině, japonštině, němčině, španělštině.

## Adaptace
- Pod názvem Jak se kocourek vydal do světa převyprávěl Mikešovy příhody Josef Brukner (2008, Knižní klub)
- Kater Mikesch (západoněmecký televizní seriál, 1964)
- O Mikešovi (čs. animovaný televizní seriál, 1981)
- Kocour Mikeš (opera Miloše Vacka, 1986)